# Elqui (provins)
Provincia de Elqui är en provins i Chile.   Den ligger i regionen Región de Coquimbo, i den centrala delen av landet, 400 km norr om huvudstaden Santiago de Chile. Antalet invånare är 442 999. Arean är 16 895 kvadratkilometer.
Terrängen i Provincia de Elqui är mycket bergig.
Provincia de Elqui delas in i:
- Andacollo
- Coquimbo
- La Higuera
- La Serena
- Paihuano
- Vicuña

Omgivningarna runt Provincia de Elqui är i huvudsak ett öppet busklandskap. Runt Provincia de Elqui är det glesbefolkat, med 10 invånare per kvadratkilometer.